# Lubiatówka (dopływ Morza Bałtyckiego)
Lubiatówka – struga, dopływ Morza Bałtyckiego o długości 3,65 km i powierzchni zlewni 8,64 km².
Struga płynie na terenie gminy Choczewo w województwie pomorskim. Uchodzi do Morza Bałtyckiego na północny zachód od wsi Lubiatowo.